# Andrés de Oviedo

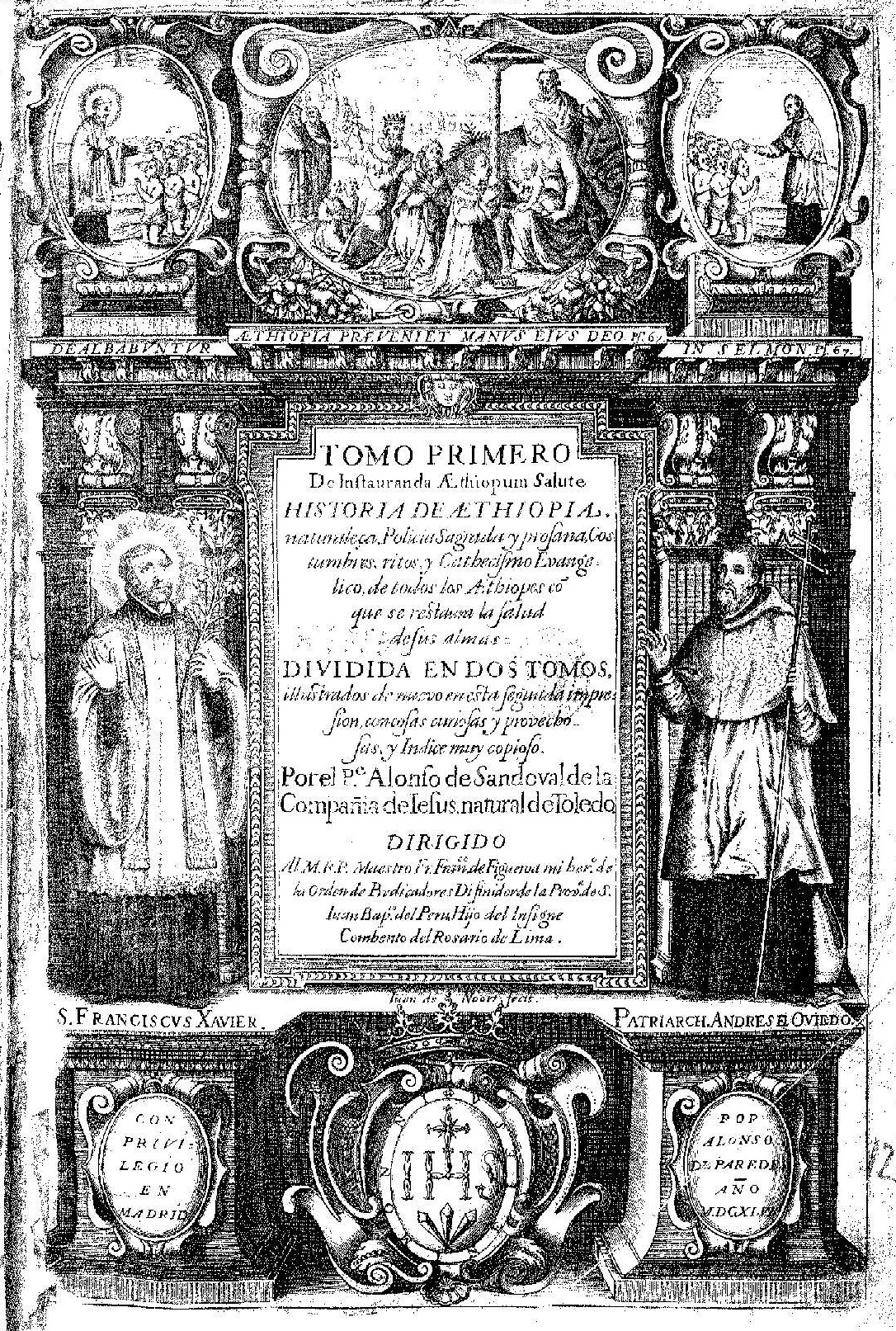
Juan de Noort, frontispicio de la obra de Alonso de Sandoval, De Instauranda Aethiopum Salute: historia de Aethiopia, naturaleza, policía sagrada y profana, costumbres, ritos y Cathecismo Evangélico, de todos los Aethiopes, Madrid, por Alonso de Paredes, 1647. Biblioteca Nacional de España. En los intercolumnios están representados, a la izquierda, san Francisco Javier y a la derecha el patriarca Andrés de Oviedo

Andrés de Oviedo o Andrés González de Oviedo (Illescas, provincia de Toledo, o Villaviciosa, Asturias, 1518-Fremona, Tigray, Etiopía, 29 de junio de 1577), también conocido como André da Oviedo, fue un teólogo y misionero español y patriarca de Etiopía. 

## Biografía
Miembro de la familia Oviedo-Portal, de la nobleza asturiana, cursó estudios en la Universidad de Alcalá, de la que fue catedrático de teología. El 19 de junio de 1541, estando en Roma, ingresó en la Compañía de Jesús gozando de la amistad y confianza del duque de Gandía, nueve meses después de que ésta fuese aprobada por el papa Paulo III. En el otoño de ese año viajó a París, en cuya universidad estudió teología; sus estudios fueron interrumpidos por la guerra entre Francia y España, de manera que tuvo que continuarlos en Lovaina, terminándolos en 1544. 
Fue enviado como misionero a Oriente en la misión apostólica que patrocinaron Juan III de Portugal e Ignacio de Loyola, lo mismo que Francisco Javier. González Posada, en sus Memorias históricas del Principado de Asturias elogió su apostolado. Fue obispo titular de Hierápolis. Mantuvo correspondencia epistolar con el rey de Portugal. En Etiopía residió las dos últimas décadas de su vida, muy hostigado y en la pobreza. Con él, en Etiopía, estuvieron los jesuitas, cardenal Cienfuegos y Juan Eusebio Nieremberg, que lo elogiaron como uno de los más grandes misioneros jesuitas del siglo XVI. En la Biblioteca oriental de Antonio de León Pinelo hay más escritos de Oviedo.
Fue obispo coadjutor del patriarca de Etiopía Joan Nunes Barreto, a quien sucedió en el patriarcado.

## Obras
- De la primacía de la Iglesia romana, escrita en lengua etíope.